# Synagoga v Uhříněvsi
Synagoga v Uhříněvsi je bývalá židovská modlitebna, která se nachází na hlavní ulici v Uhříněvsi, třídě Přátelství, jako č. p. 79. Byla postavena v letech 1847–1848 v pozdně klasicistním slohu jako náhrada za starší dřevěný svatostánek.
Přízemí stavby bylo rozděleno na dvě části. V jedné byl modlitební sál, v druhé byt učitele. V patře se pak nacházel shromažďovací sál pro členy židovské obce a školní třídy, jež byly zrušeny v roce 1896.
V synagoze se konaly bohoslužby až do druhé světové války. Po válce připadla budova městu Uhříněvsi a sloužila od roku 1949 nejprve jako skladiště a později byla přestavěna na prádelnu. Nakonec byla v roce 1995 vrácena do užívání pražské židovské obci, která ji dnes pronajímá ke komerčním účelům jako obchod a byty.
Jelikož se zde již nekonají bohoslužby, zapůjčil the Memorial Scrolls Trust v Londýně, který spravuje svitky Tóry ze zrušených českých a moravských synagog, svitek Tóry z uhříněveské modlitebny reformní synagoze ve Finchley. 
| „ | Nacisté měli na seznamu 46 Židů z Uhříněvsi a 341 z okolních obcí. Transporty z Uhříněvsi do ghetta Terezín začaly na počátku roku 1942. Z Terezína byli převáženi do Osvětimi, Treblinky a jiných táborů smrti. Z původních 387 přežilo jen 42. Největší transport Židů z Uhříněvsi a okolí proběhl na svátek Roš Hašana 12. září 1942, kdy bylo do Terezína převezeno 212 Židů, z toho 36 uhříněveských. | “ |

Uhříněveská židovská komunita zanikla za okupace.
V roce 2000 zasadila delegace reformní synagogy ve Finchley na zdejším židovském hřbitově pamětní dub spolu s deskou „na památku obyvatel Uhříněvsi, kteří zahynuli v období holocaustu“.